# Бездяд
Бездяд (рум. Bezdead) — село у повіті Димбовіца в Румунії. Входить до складу комуни Бездяд.
Село розташоване на відстані 91 км на північний захід від Бухареста, 25 км на північ від Тирговіште, 56 км на південь від Брашова.

## Населення
За даними перепису населення 2002 року у селі проживала 3661 особа, з них 3657 осіб (99,9%) румунів. Рідною мовою 3656 осіб (99,9%) назвали румунську.